# Richardus Kardis Sandjaja
Richardus Kardis Sandjaja también conocido como Romo Sandjaja (Muntilan, Magelang , 20 de mayo de 1914-Aldea de Kembaran, Muntilan el 20 de diciembre de 1948) fue un sacerdote indonesio que fue asesinado durante la guerra de Independencia de Indonesia. Es el primer mártir beatificado nativo de Indonesia.

## Biografía
Sandjaja nació en el pueblo de Sedan, Muntilan, Provincia de Java Central, Indonesia, el 20 de mayo de 1914. Su padre llamado Willem Kromosendjojo, trabajaba como auxiliar de enfermería en un hospital dirigido por misioneros jesuitas en Muntilan. Su madre, Richarda Kasijah, era de familia católica. Sandjaja tenía dos hermanas mayores y un hermano mayor. Una de sus hermanas se consagró como hermana franciscana.
Desde pequeño, Sandjaja destacaba en su colegio debido a su inteligencia. Ingresó a la escuela primaria católica, dirigida por los hermanos jesuitas. Debido a su inteligencia, se sabe que prefiere aprender que jugar en sus días libres. Sandjaja era una persona que tenía una personalidad simple, es humilde, honesto y abierto el uno al otro. A Sandjaja le encanta prestar mucha atención a su vida de oración, asistiendo diligentemente a misa diaria en la iglesia, y a menudo visita la cueva de María en la aldea de Sendangsono, para rezar y reflexionar. Su interés en convertirse en sacerdote se desarrolló cuando estaba en la escuela primaria.
Sandjaja fue aceptado en el seminario después de graduarse de la escuela secundaria. Vivió en santidad extraordinaria mientras estaba en el seminario. Sandjaja fue ordenado sacerdote diocesano el 13 de enero de 1943 en Muntilan. Después de su ordenación, fue elegido párroco en Muntilan. Sandjaja tuvo muchas dificultades debido a la situación de la guerra de independencia, pero, sin embargo, era muy fuerte y creía en la administración de lo Divino, y por esa razón pudo llevar a cabo sus deberes como un párroco muy sabio y favorecido por todos los feligreses de Muntilan. Varias veces el edificio de la Iglesia fue dañado por soldados que no estaban contentos con la obra misional. Aun así, se mantuvo firme y alentado por sus feligreses para reparar y reconstruir su iglesia. Para sus feligreses, Sandjaja siempre ha mostrado simplicidad, sabiduría y cuidado por los demás en toda su vida como párroco. A pesar de muchas dificultades, pudo mantener buenas relaciones con el gobierno oficial (en ese momento los invasores holandeses).
Durante la ocupación japonesa en Indonesia, muchas iglesias fueron destruidas y sus bienes confiscados. En tal situación, Sandjaja tuvo que huir y esconderse en las aldeas por seguridad hasta que las condiciones mejoraron. Luego de la expulsión de los japoneses pudo regresar a su parroquia para reconstruir su iglesia, y en ese tiempo recibió una nueva tarea para enseñar en el Seminario Superior en Yogyakarta y ayudar a la parroquia vecina en Magelang. En 1948 fue elegido profesor y canciller en el Seminario Medio de Muntilan. Sandjaja siempre mostró su voluntad de ayudar a la iglesia en cualquier lugar y sin importar las condiciones, y lo hace bien. Sería martirizado días antes de Navidad en 1948.